# کارور (اورگن)
کارور (به انگلیسی: Carver) یک منطقهٔ مسکونی در ایالات متحده آمریکا است که در شهرستان کلاکاماس، اورگن واقع شده‌است.